# Patrick Mahomes
Patrick Lavon Mahomes II, född 17 september 1995, är en amerikansk fotbollsspelare från USA som spelar som quarterback för Kansas City Chiefs i National Football League (NFL). Han är son till den tidigare Major League Baseball (MLB) pitchern Pat Mahomes.

## Karriär
Mahomes spelade college football och baseboll på Texas Tech University. Efter det andra året på Texas Tech slutade han med baseboll för att fokusera endast på amerikansk fotboll.
I NFL-draften 2017 valdes Mahomes som nummer 10 av Kansas City Chiefs. Under sin första säsong var han reserv bakom Alex Smith. Den 30 januari 2018 blev Smith trejdad till Washington Redskins och Mahomes tog därav över rollen som förste quarterback i Chiefs inför säsongen 2018. Det blev en lyckad säsong för Mahomes som blev uttagen i Pro Bowl och utsedd till NFL MVP.
Mahomes ledde Chiefs till en vinst i Super Bowl LIV 2019 över San Francisco 49ers, vilket var Chiefs första Super Bowl-vinst på 50 år.